# Cantone di Vouziers
Il Cantone di Vouziers è una divisione amministrativa dell'arrondissement di Sedan e dell'arrondissement di Vouziers.
A seguito della riforma approvata con decreto del 21 febbraio 2014, che ha avuto attuazione dopo le elezioni dipartimentali del 2015, è passato da 15 a 54 comuni.

## Composizione
I 15 comuni facenti parte prima della riforma del 2014 erano:
- Ballay
- Bourcq
- Contreuve
- La Croix-aux-Bois
- Falaise
- Grivy-Loisy
- Longwé
- Mars-sous-Bourcq
- Quatre-Champs
- Sainte-Marie
- Terron-sur-Aisne
- Toges
- Vandy
- Vouziers
- Vrizy

Dal 2015 i comuni appartenenti al cantone sono i seguenti 54:
- Les Alleux
- Angecourt
- Artaise-le-Vivier
- Authe
- Autruche
- Ballay
- Bar-lès-Buzancy
- Bayonville
- Belleville-et-Châtillon-sur-Bar
- Belval-Bois-des-Dames
- La Berlière
- La Besace
- Boult-aux-Bois
- Brieulles-sur-Bar
- Briquenay
- Bulson
- Buzancy
- Chémery-sur-Bar
- Le Chesne
- La Croix-aux-Bois
- Fossé
- Germont
- Les Grandes-Armoises
- Haraucourt
- Harricourt
- Imécourt
- Landres-et-Saint-Georges
- Louvergny
- Maisoncelle-et-Villers
- Le Mont-Dieu
- Montgon
- La Neuville-à-Maire
- Noirval
- Nouart
- Oches
- Les Petites-Armoises
- Quatre-Champs
- Raucourt-et-Flaba
- Remilly-Aillicourt
- Saint-Pierremont
- Sauville
- Sommauthe
- Stonne
- Sy
- Tailly
- Tannay
- Terron-sur-Aisne
- Thénorgues
- Toges
- Vandy
- Vaux-en-Dieulet
- Verpel
- Verrières
- Vouziers